# Heinrich Tessenow
Heinrich Tessenow (né le 7 avril 1876 à Rostock et mort le 1er novembre 1950 à Berlin) est un architecte allemand, enseignant et urbaniste particulièrement actif durant la République de Weimar.
Tessenow est considéré comme une des personnalités marquantes du panorama architectural allemand durant la période de la République de Weimar, aux côtés de Bruno Taut, Hans Poelzig, Peter Behrens, Fritz Höger, Ernst May, Erich Mendelsohn, Walter Gropius et Mies van der Rohe. Il appartient à ce titre au courant de la Nouvelle Objectivité (Neue Sachlichkeit) [réf. nécessaire].

## Biographie
Il est né à Rostock, dans le Grand-duché de Mecklembourg-Schwerin. Son père était charpentier. D'abord apprenti dans l'atelier de son père, il étudie ensuite l'architecture à l'école des métiers du bâtiment de Leipzig puis à l'université technique de Munich, où il enseignera plus tard. Il y suit l'enseignement de Martin Dülfer (de), dont il sera un temps l'assistant, et de Friedrich von Thiersch.
En 1908, Tessenow, Hermann Muthesius et Richard Riemerschmid réalisent la cité-jardin d'Hellerau, près de Dresde, le premier résultat tangible en Allemagne de l'influence du mouvement des cités-jardins initié en Angleterre. L'inspiration du projet, à la fois attaché à l'humain mais également au respect d'un plan urbain déjà fonctionnaliste, annonce les projets urbains radicaux emblématiques du mouvement moderne d'Ernst May et Bruno Taut dans les années 1920. Il influence directement l'urbaniste Otto Koeningsberger, élève de Tessenow, qui travaillera en Asie, en Amérique latine, en Afrique (on notera particulièrement le plan de la ville indienne de Bhubaneswar en 1948.
Durant les années suivantes, sous la République de Weimar, Tessenow devient membre de la Ligue des architectes allemands (de) et du Deutscher Werkbund (l'association allemande des artisans). À la même époque, il est récipiendaire d'un doctorat honoris causa de l'université de Rostock, puis de l'université technique de Stuttgart. En 1919, son livre Handwerk und Kleinstadt fait l'apologie de l'artisanat et de la petite ville. En ce sens, il peut difficilement être qualifié de moderniste, et se rattache plutôt au courant völkisch . Ceci, toutefois, ne l'empêchait pas d'être membre du groupe moderniste Der Ring .
Le rôle de Tessenow dans le débat qui a agité l'architecture berlinoise entre 1926 et 1928 sur l'adoption du toit en terrasse (Flachdach) dans les constructions modernes, est révélateur de sa place intermédiaire entre tradition et modernité. Bruno Taut avait aménagé en 1926 à Berlin-Zehlendorf de nouveaux lotissements d'inspiration cubiste, aux maisons de façades bariolées que la population conservatrice de l'endroit avait baptisés « lotissements Papageno. » Pour reconquérir le marché immobilier de ce faubourg, la société GAGFAH recruta 16 architectes avec à leur tête Tessenow, critique de la prolifération des toits en terrasse. Cette querelle des toitures (Dächerkrieg) berlinoise est un aspect caractéristique du bouleversement social et des mentalités dans l'Allemagne d'Après-guerre.
Tessenow enseigne à l'Institut de technologie de Berlin-Charlottenburg de 1926 à 1934, époque à laquelle il est remercié par l'administration nazie. Il a alors comme élève Albert Speer, devenu brièvement son assistant en 1927 à l'âge de 23 ans. Évoquant cette éviction, Speer déclare dans ses Mémoires[réf. souhaitée]:
« Après 1933 on reprit tous les reproches qu’on avait faits à Tessenow au cours de cette réunion [pendant laquelle on insulta le groupe Der Ring ]en y ajoutant les relations qu’il entretenait avec l’éditeur Cassirer et son cercle. Devenu suspect, il fut suspendu et perdit sa chaire. Mais, grâce à ma position privilégiée, je pus obtenir du ministre de l’Éducation national-socialiste [c'est-à-dire Goebbels] qu’il fût réintégré et conservât sa chaire à la Haute École technique de Berlin jusqu’à la fin de la guerre. »
Toujours dans ses Mémoires, Speer, qui devint l'un des proches de Hitler puis son ministre de l'Armement, décrit la personnalité originale de Tessenow, son enseignement informel et sa préférence pour une architecture qui exprime une continuité de la culture nationale, mais au travers de formes simplifiées. Tessenow était d'ailleurs connu pour cette réflexion : «La forme la plus simple n'est pas toujours la meilleure, mais la meilleure forme est toujours simple».
Admirateur de l'œuvre de Schinkel, Tessenow réalise en 1931 un projet important à Berlin, à savoir la conversion du poste de garde Neue Wache sur l'avenue Unter den Linden (dû à Schinkel) en « mémorial aux victimes de la Première Guerre mondiale ».
Jusqu'à la fin de la Seconde Guerre mondiale, il vit souvent retiré dans sa maison de campagne, passant la plus grande partie de son temps à étudier la reconstruction des centres urbains de la Poméranie et du Mecklembourg. Après la guerre, à la demande de l'administration soviétique, il enseigne à l'université de Berlin, qui lui décernera le titre de professeur émérite. Il continue jusqu'à sa mort à travailler sur des projets ambitieux qui ne seront jamais réalisés.
La médaille Heinrich-Tessenow est un prix d'architecture créé en 1963 en mémoire de Heinrich Tessenow à l'initiative d'Alfred Toepfer, sur proposition de la Fondation Heinrich Tessenow. Il a récompensé de nombreux architectes allemands mais aussi étrangers, tels que Giorgio Grassi et David Chipperfield.

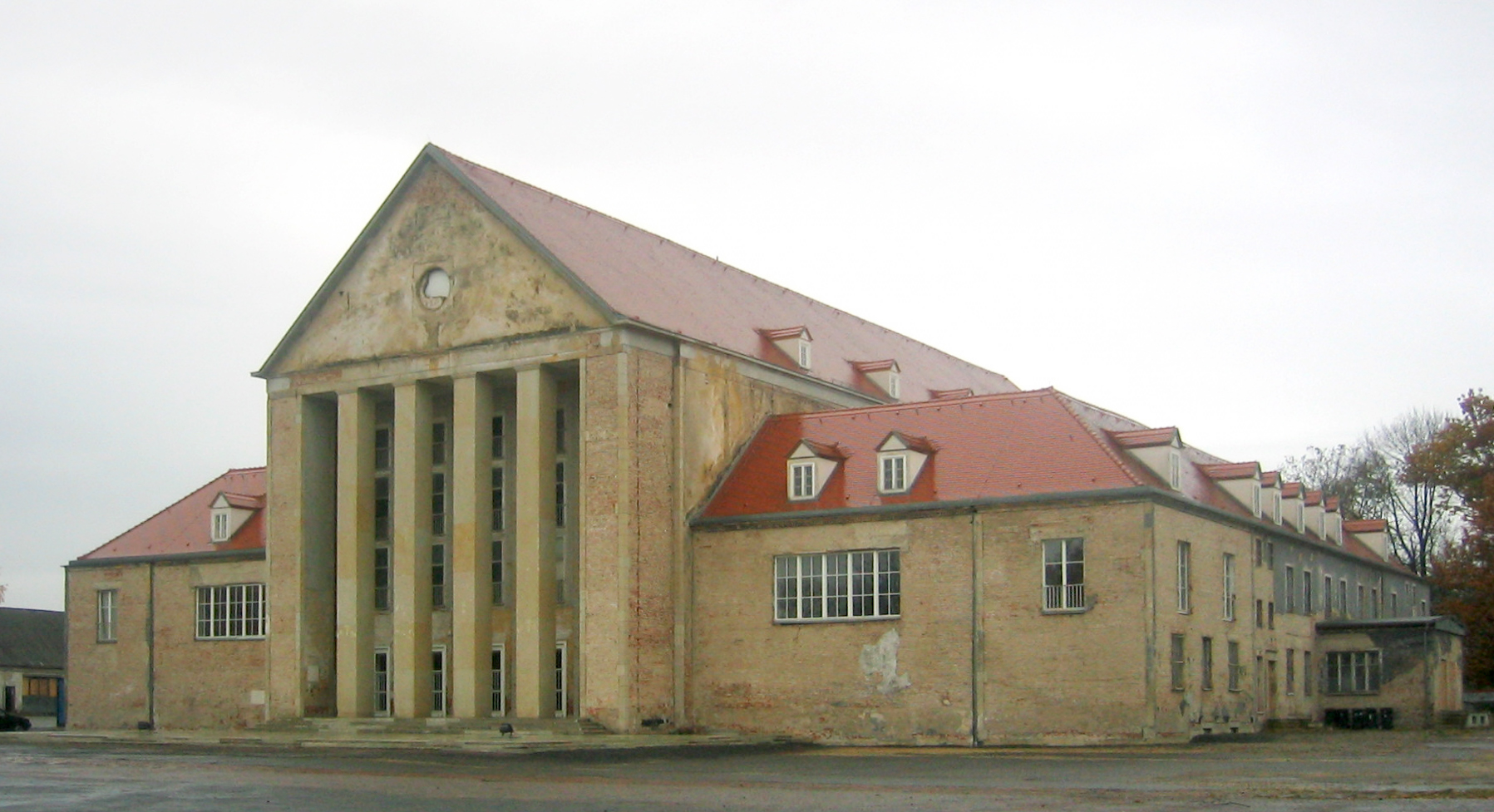
Le Théâtre d'Hellerau (1909-1910)
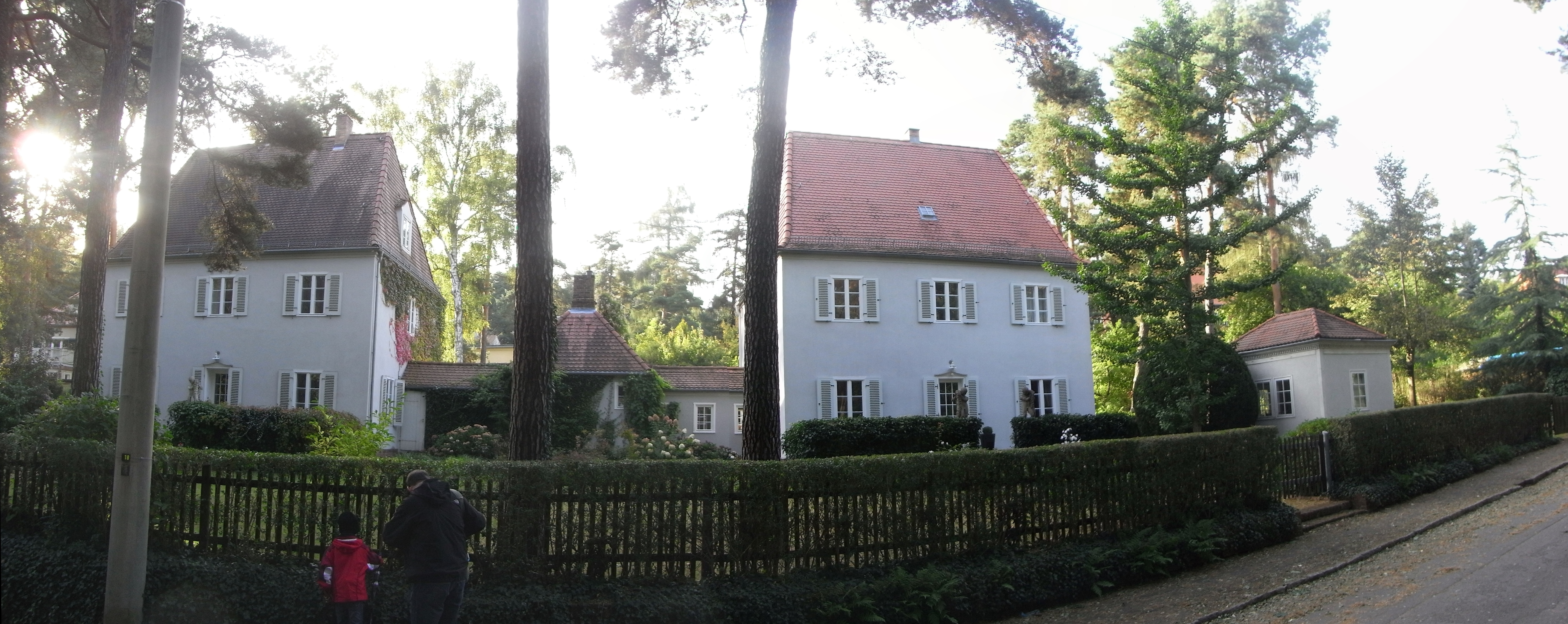
Cité-jardin d'Hellerau (1909-1910)
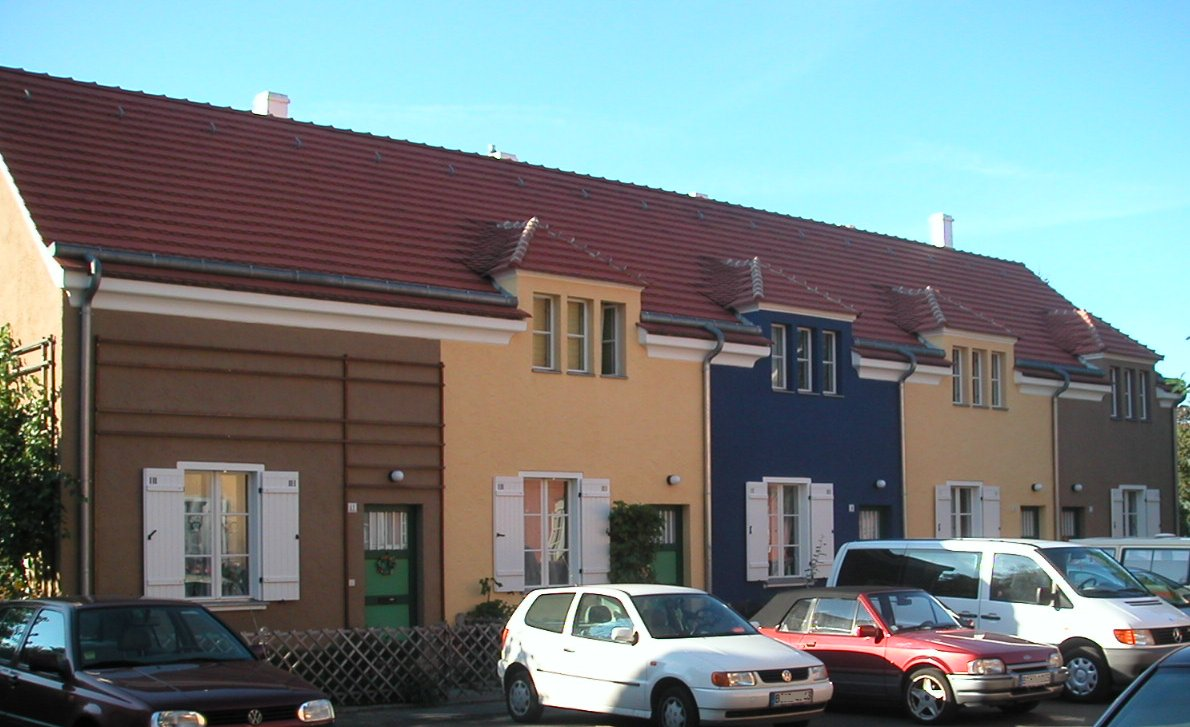
Gartenstadt Falkenberg (1913-1915)
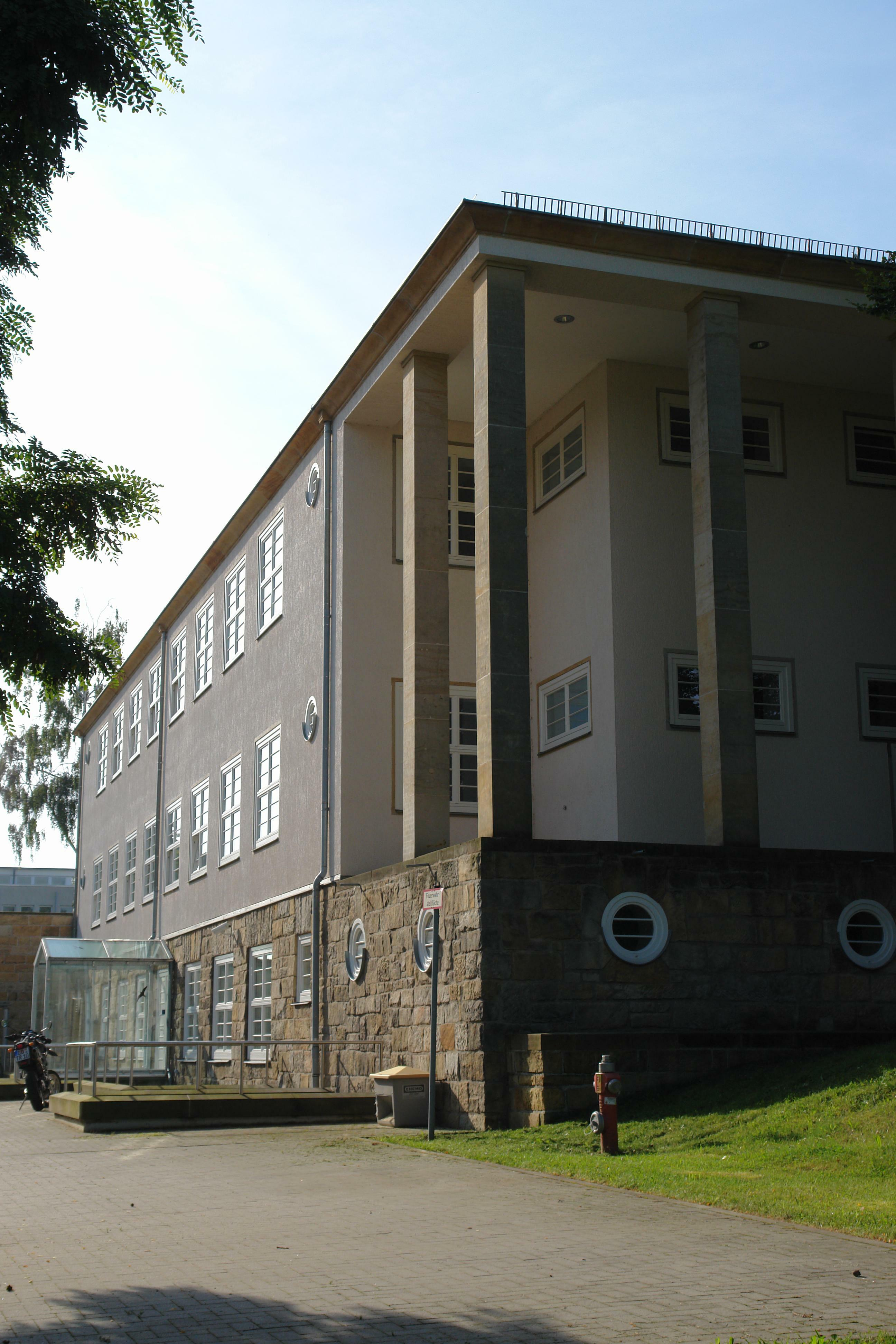
Sächsische Landesschule (1925-1927)
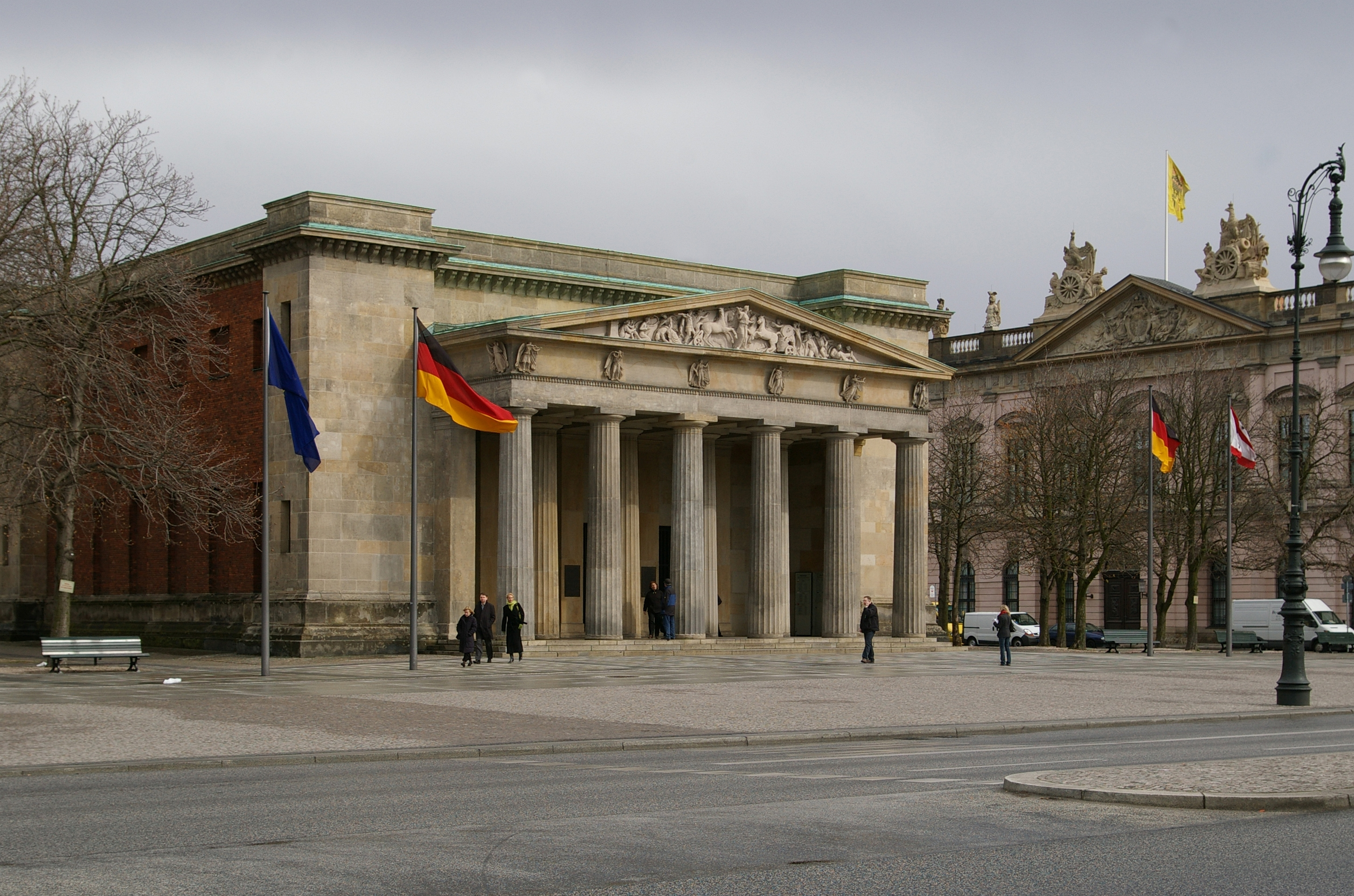
La Neue Wache en 2008 - Karl Friedrich Schinkel (1816) et Heinrich Tessenow (1931)
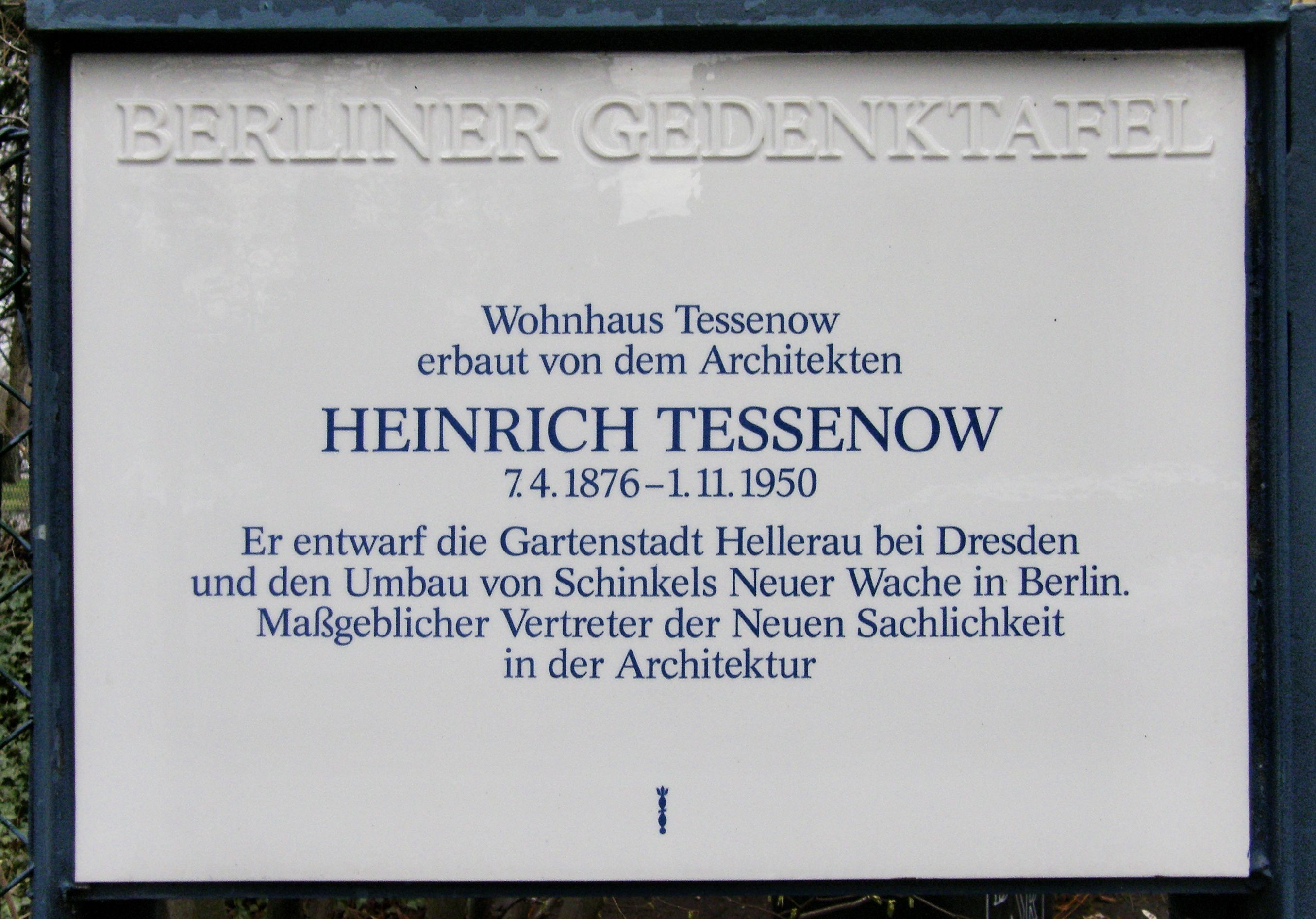
Plaque commémorative apposée sur la maison de Tessenow à Berlin-Zehlendorf
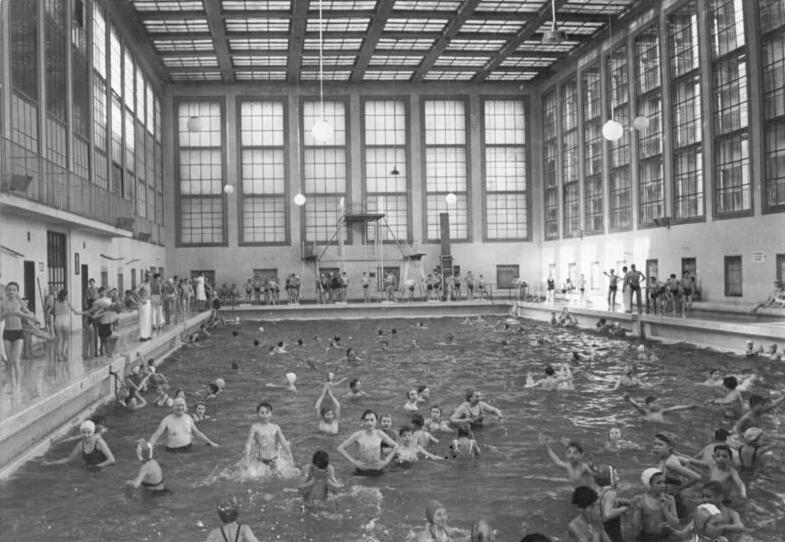
Stadtbad Mitte (1927-1930)